# سولداتسکویه
سولداتسکویه (انگلیسی: Soldatskoye) یک شهرک در بخش راکیتیانسکی استان بلگورود کشور روسیه است.